# María Guillén de Guzmán
María Guillén de Guzmán (1205 – Alcocer, 1262) fu una nobile castigliana e amante ufficiale del re di Castiglia Alfonso X.

## Biografia
Era figlia di Guillén Pérez de Guzmán, Signore di Vecilla, e di María González Girón.  Fu quindi sorellastra del re Sancho IV. Apparteneva ad una nobile famiglia castigliana che frequentava la corte di Ferdinando III di Castiglia. Qui ebbe modo di conoscere il principe Alfonso con cui iniziò una relazione durata anche dopo l'ascesa al trono del suo amante.
Si trova spesso citata nelle testimonianze e cronache del tempo relative alla vita di corte di Alfonso X.
Divenne signora di Alcocer, Salmerón, Viana e Azañón.
Dalla relazione con Alfonso nacque una figlia:
- Beatrice (Saragozza, 1242 – 27 ottobre 1303), destinata a divenire regina consorte del Portogallo.